# Даниловцы (Кировская область)
Даниловцы — опустевшая деревня в Нагорском районе Кировской области в составе Синегорского сельского поселения.

## География
Находится на расстоянии примерно 18 километров по прямой на север от районного центра поселка Нагорск.

## История
В «Списке населённых мест Вятской губернии по сведениям 1859—1873 годов» населённый пункт упомянут как починок Урванцовский, в котором было учтено дворов 5 и 45 жителей. В 1905 году числилось 17 дворов и 118 жителей; в 1926 году (уже деревня Даниловцы) — 23 и 130; в 1950 — 28 и 91. В 1989 году учтено 11 жителей.

## Население
Постоянное население  составляло 3 человека (русские 100%) в 2002 году, 0 в 2010.